# Зенні Мінтон Беддоуз
Сьюзан Джин Елізабет «Зенні» Мінтон Беддоуз (англ. Susan Jean Elisabeth "Zanny" Minton Beddoes; нар. липень 1963) — британська журналістка, головна редакторка журналу «Економіст» (з 2015), в якому працює з 1994 року. Як перша жінка на цій посаді вважається однією із найвпливовіших фінансових журналісток. Мінтон Беддоуз є регулярною коментаторкою на політичних телеканалах і радіостанціях, як-то BBC, MSNBC, PBS, NPR, CNN і CNBC.

## Біографія
Мінтон Беддоуз народилася у англійському графстві Шропшир. Вона отримала ступінь бакалавра за програмою «філософія, політика і економіка» у Оксфордському університеті, після чого закінчила магістратуру у Гарвардському університеті за програмою державного управління.
По завершенню освіти на початку 1990-их років вона працювала як радниця міністра фінансів Польщі у складі групи, що її очолював гарвардський професор Джеффрі Сакс. Кілька місяців працювала в Україні, вивчаючи деколективізацію сільськогосподарської сфери. Потім Мінтон Беддоуз провела два роки у ролі економіста у Міжнародному валютному фонді, де працювала над програмами макроекономічної перебудови у Африці і над перехідними економіками Центральної та Східної Європи.
У 1994 році вона прийшла працювати у журнал «Економіст» (англ. The Economist), де висвітлювала нові ринки (англ. emerging markets) із лондонського бюро. У цій ролі вона фокусувалася на дослідженні розвиткових ринків у Латинській Америці та Східній Європі. Згодом переїхала до Вашингтона і стала кореспонденткою відділу американської економіки, після чого очолила відділ економіки, керуючи глобальним висвітленням економіки у журналі. У 2015 році Мінтон Беддоуз стала головною редакторкою «Економісту» — першою жінкою на цій посаді за 170-річну історію видання.
Мінтон Беддоуз публікувалася у виданнях Foreign Affairs та Foreign Policy і була редакторкою книги «Emerging Asia» про нові ринки у Азії. Вона є регулярною гостею політичних програм великих телеканалів і радіостанцій, як-то BBC, MSNBC, PBS, NPR, CNN і CNBC.
Мінтон Беддоуз одружена із британським журналістом і письменником Себастьяном Меллебі (англ. Sebastian Mallaby), у них є четверо дітей.

## Нагороди
- Орден «За заслуги» ІІІ ступеня (Україна, 23 серпня 2022) — за значні особисті заслуги у зміцненні міждержавного співробітництва, підтримку державного суверенітету та територіальної цілісності України, вагомий внесок у популяризацію Української держави у світі.[10]